# Maryse Mazurier
Pour les articles homonymes, voir Mazurier.
Maryse Mazurier, née le 25 février 1964, est une karatéka française, spécialiste du kumite féminin des moins de 53 kg.

## Carrière
En 1992, elle est médaillée de bronze aux Championnats d'Europe et aux Championnats du monde. Aux Championnats d'Europe de karaté 1993, elle décroche le titre européen individuel tandis qu'elle est médaillée d'argent aux Jeux mondiaux de 1993. Aux Championnats d'Europe de karaté 1994, elle remporte la médaille d'argent individuelle et la médaille d'or par équipes ; elle est également médaillée de bronze par équipes aux Championnats du monde de karaté 1994. Elle est médaillée d'argent en individuel aux Championnats du monde de karaté 1996. Elle est aussi championne de France en 1988, 1989, 1995 et 1996.